# تیپتون (ایندیانا)
تیپتون، ایندیانا (به انگلیسی: Tipton, Indiana) یک شهر در ایالات متحده آمریکا با جمعیت ۵٬۱۰۶ نفر است که در ایندیانا واقع شده‌است.

## موقعیت جغرافیایی
موقعیت جغرافیایی شهرها و مناطق اطراف به شرح زیر است: